# Leeds Force
I Leeds Force sono stati una società cestistica avente sede a Leeds, in Inghilterra.
Hanno militato nella massima divisione del Regno Unito, la British Basketball League fino al 2018, anno dello scioglimento.